# Ета-Аквариди

Фото Ета-Акварид на фоні планет та Чумацького Шляху зроблене у Чилійській пустелі.

η Аквари́ди — метеорний потік наприкінці квітня – на початку травня, максимум припадає на 6 травня. 

## Загальна харектиристика
Як і Оріоніди, породжений кометою Галлея. Радіант розташований у сузір'ї Водолія, поблизу зорі η Водолія. 

## Спостереження
η Аквариди найкраще спостерігати в Північній півкулі у вранішні години. Це пов'язано зі сходом сузір'я Водолія. Кількість метеорів, які можна побачити за годину, варіюється для спостерігачів з Північної та Південної півкуль, від 10 до 85 відповідно.